# Calceniza
La calceniza es una mezcla de cal y ceniza de carbón que se usa en la región carbonífera de Coahuila, México, para producir bloques para la construcción de muros.
La mezcla se coloca en moldes similares a las adoberas y se deja secar; es decir, no se cuece, a diferencia del ladrillo. La ceniza es un sobrante del proceso en el que se calienta el carbón minado para filtrar la parte que tiene mayores propiedades caloríficas. Los productores de calceniza compran estos residuos y en espacios de producción a pequeña escala, los mezclan con agua y cal, también producida localmente. Se depositan en moldes y se dejan secar. Los bloques de calceniza tienen mejores propiedades térmicas del block de cemento y mayor resistencia que el adobe. Construcciones en localidades como Sabinas, Agujita y Cloete, en Coahuila, están hechas con este material.